# Alopecosa humilis
Alopecosa humilis är en spindelart som beskrevs av Mello-Leitao 1944. Alopecosa humilis ingår i släktet Alopecosa och familjen vargspindlar. Inga underarter finns listade i Catalogue of Life.